# Grillo (cognome)
Grillo è un cognome di lingua italiana.

## Varianti
Del Grillo, Di Grillo, Grilli, Grillini, Grilloni, Grilletti.

## Etimologia
Deriva dal latino grillus che a sua volta è il termine onomatopeico derivato dal verso del grillo. L'onomastica europea qualifica Grillus quale personale romano derivato dall'omonimo greco. Un'epigrafe citata da Mommsen attesta il patronimico romano Grillus. La storia ricorda Grillo figlio di Senofonte caduto nella battaglia di Mantinea (363 a.C.) in cui onore Aristotele compose uno scritto intitolato Grillo. Grillo fu uno dei compagni di Ulisse, altro è ricordato da Marziale, ecc. Intorno all'anno mille, a seguito di mutamenti sociali e politici si ritornò all'uso degli antichi cognomi distintivi della personalità, pratica romana caduta in disuso durante il Medioevo. I cognomi delle famiglie vennero così suggeriti dai luoghi di provenienza, da soprannomi, da nomi di alberi, da metalli, da mestieri e, nel nostro caso, da animali.

## Diffusione
Il cognome Grillo è panitaliano (cioè diffuso in tutto il territorio italiano), con una particolare concentrazione in Liguria, Piemonte, provincia di Milano, Romagna, provincia di Roma, Umbria, Campania, Calabria, Puglia e Sicilia.

## Storia
Antica casata consolare ligure che in Genova tenne Albergo durante il periodo dogale. Il Crollalanza la dice originaria della Germania e trapiantata in Genova con un Gianifero Conte del S.R.I. fin dal 798. La famiglia discende da Pietro Grillo (in atti notaio Lanfranco, XI secolo) e venne riconosciuta di antica nobiltà nel 1592 dal Pretore della Rota Esecutiva di Genova. I Grillo vantarono ambasciatori, cardinali, ammiragli della flotta genovese; Beatrice Grillo fu madre di papa Innocenzo IV. Ebbero i titoli di duchi di Mondragone, Giugliano, Monterotondo ed Evoli, marchesi di Clarafuente e Montescaglioso, conti di Carinola, signori di Acerno, Anguillara, Brunito, Donnamaria, Fulciano, Monteverde, S.Cipriano e S. Donato. Tennero, altresì, i feudi di Basaluzzo, Biotta, Boffalora, Capriata, Carpeneto, Casaleggio Boiro, Cassano Spinola, Cassinelle, Castelnuovo, Figarolo, Francavilla, Lerma, Molare e Quattordio. Furono Grandi di Spagna e Cavalieri di Malta.
Un ramo della famiglia si attestò in Serravalle Scrivia alla metà del XVI secolo. Con testamento 23 ottobre 1760, don Ferdinando Carbonara Signore di Sardigliano (figlio del Conte Palatino Bartolomeo), lasciò erede dell'arma, del cognome e del titolo Giovanni Battista Grillo fratello di Angela Caterina sua sposa. 
A Carlo Giovanni Battista Grillo, nipote del precedente, primo presidente del Senato di Savoia, fu conferito il titolo di conte per l'antica civiltà del Casato con regie lettere patenti dell'11 marzo 1843. Lo stesso ramo, documentato a Torino ed Alessandria gode, dopo il riconoscimento con D.M. 22 dicembre 1926, del titolo comitale e di nobile dei conti.
Altra nobile famiglia è oriunda di Gubbio dove godeva di nobiltà fin dal secolo XI ed anche prima se si accetta la leggenda che essa discenda da uno di quei cavalieri che accompagnarono in Italia l'imperatore Ottone. Riconosce come suo capostipite un Pietro che nel 1070 insieme alla moglie Maria fece una donazione alla cattedrale Eugubina come risulta da un antico documento.
La famiglia dette illustri personaggi che si resero celebri nelle armi e nelle lettere. Paolo Benedetto fu uno dei capitano dei crociati eugubini nel 1091, Giovanni di Paolone fu capitano dell'imperatore Barbarossa nella guerra contro Milano e poi crociato alla resa di Gerusalemme con Goffredo di Buglione.
Le lotte civili in Gubbio composte da un messo dell'imperatore trovarono la famiglia Grillo tra i più forti contendenti. Nel 1186 troviamo un console della città di Gubbio, testimonianza del privilegio concesso da Arrigo VI.
Nel secolo XIII un ramo di questa antica famiglia si trasferì a Cagli, infatti in un atto del 1242 troviamo nominato un Paolone con la moglie Arengarda. Sia nell'antica che nella nuova patria molti furono quelli che ricoprirono le prime cariche di console o di gonfaloniere: Arsenio (nella prima metà e Gian Angelo nella seconda metà del Trecento furono capitani illustri, così come lo fu Antonio nella seconda metà del Cinquecento.

## Storia delle varianti
Nei documenti antichi il cognome era usato nella forma singolare (nel nostro caso appunto Grillo) oppure veniva posto dopo la particella "di", "del" (il famoso Marchese del Grillo). Quando venivano indicate le donne il cognome veniva scritto al femminile, in altri documenti si ricorreva al plurale (Grilli) e per altri inspiegati motivi si usavano diminutivi o quantitativi (i vari Grillini, Grilloni, Grilletti).

## Persone
- Giacomo Grillo (1830-1895) – banchiere italiano
- Girolamo Grillo (1930-2016) – vescovo della Chiesa Cattolica
- Giulia Grillo (1975) – politica italiana

## Famiglie
- Grillo, antica famiglia genovese